# Richard Sorge

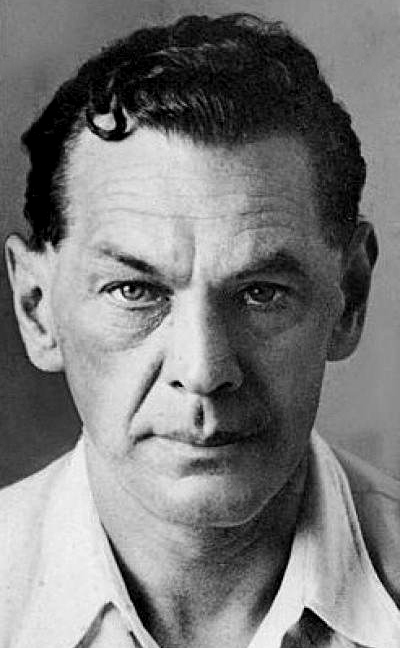
Richard Sorge

Richard Sorge (Russisch: Рихард Густавович Зорге, Richard Goestavovitsj Sorge) (Bakoe, 4 oktober 1895 – Toshima, Tokio, 7 november 1944)  was een Duits journalist, die als overtuigd communist spioneerde voor de Sovjet-Unie. Sorge wordt beschouwd als een van de belangrijkste spionnen tijdens de Tweede Wereldoorlog. 
Hij schreef doorgaans onder het pseudoniem R. Sonter. Zijn schuilnaam was ‘Ramsy’.

## Leven
Sorge was de zoon van een Duits mijningenieur en een Russische moeder. In 1898 verhuisde de familie van Azerbeidzjan naar Berlijn, waar hij het gymnasium bezocht. Bij het uitbreken van de Eerste Wereldoorlog meldde hij zich vrijwillig voor de dienst en werd ingezet aan het westelijk front. Bij een granaatinslag in 1916 werd hij zwaargewond, verloor drie vingers en brak beide benen, waardoor hij zijn leven lang mank zou lopen.

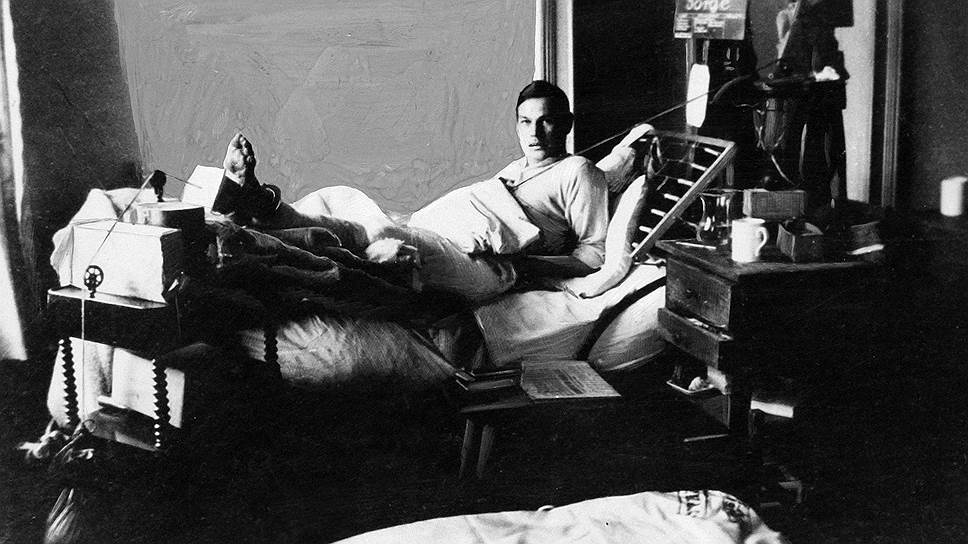
Sorge in het ziekenhuis tijdens WO I

Gedurende zijn geneesproces verdiepte Sorge zich in het werk van Karl Marx en Friedrich Engels, mede onder invloed van zijn oudoom  Friedrich Adolf Sorge, een metgezel van Marx en medeoprichter van de eerste Internationale. Tevens startte hij in Berlijn een studie economie en later ook filosofie. Hij promoveerde in 1919 op het onderwerp de ‘Associatie van Duitse Consumenten Coöperaties’, vanuit een syndicalistisch perspectief. Hij werd lid van de Kommunistische Partei Deutschlands en nam onder andere deel aan de Kapp-putsch in 1920, waarna hij enige tijd moest onderduiken.
In 1921 huwde Sorge Christiane Gerlach en werd journalist bij een lokale krant in Solingen. In 1922 ging hij naar Frankfurt am Main en ging werken voor het Institut für Sozialforschung. Hij bleef actief als communist en organiseerde in 1923 de eerste Marxistische Arbeitswoche. Vermoedelijk legde hij in deze periode zijn eerste contacten met de Komintern.
In 1924 vestigden Sorge en zijn vrouw zich in het “Lux”-hotel in Moskou, waar toen veel buitenlanders verbleven. Op papier verbleef hij er als journalist en medewerker van het Marx-Lenin Instituut, maar in feite werd hij opgeleid tot agent van de Tsjeka, de Russische geheime dienst. In 1925 werd hij ook lid van de Communistische Partij van de Sovjet-Unie.
In 1929 ging Sorge naar China, op papier als Duits journalist, in feite als Sovjetspion. In Shanghai leerde hij de vooraanstaande Japanse journalist Ozaki Hotsumi kennen, met wie hij later veelvuldig zou samenwerken. In 1933 reisde hij terug naar Duitsland, trad in dienst bij de ‘Frankfurter Zeitung’ en vestigde zich vervolgens als Duits correspondent in het Japanse Yokohama en later Tokio, waar hij zijn spionageactiviteiten voor de Sovjet-Unie continueerde.

## Spion in Japan

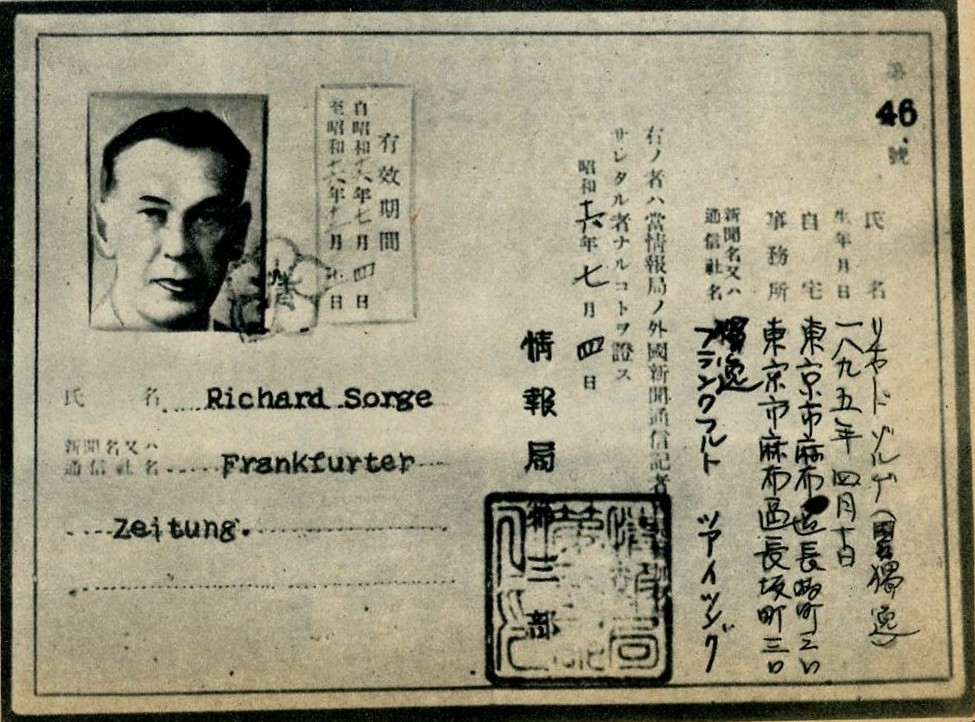
Japanse perskaart van Sorge

Sorge wist door te dringen tot de hoogste Japanse regeringskringen, vooral met hulp van Hotsumi die vanaf 1937 persoonlijk adviseur van premier Konoe Fumimaro was. Sorge genoot groot vertrouwen, mede omdat hij samenwerkte met de Duitse ambassade in Japan en op papier de nationaalsocialistische partij vertegenwoordigde. Met Hotsumi als belangrijkste informant verschafte hij vanuit deze positie tussen 1935 en eind 1941 uiterst cruciale informatie aan de Sovjet-Unie, waarvan de impact op de geschiedenis niet onderschat mag worden. Begin 1935 informeerde hij Jozef Stalin over het ophanden Anti-Kominternpact tussen Japan en Duitsland en de uiteindelijke gerichtheid tegen de Sovjet-Unie, waarna Stalin zijn strategische voorbereidingen op de Tweede Wereldoorlog startte. In 1941 wees hij op de geplande Japanse aanval op Pearl Harbor, welke informatie doelbewust niet aan de Verenigde Staten werd doorgespeeld. Sorge informeerde Stalin ook over de Operatie Barbarossa, waarbij hij tot op het uur precies aangaf wanneer de Duitse aanval op Rusland gepland stond. Stalin legde deze informatie echter als onbetrouwbaar terzijde, waardoor de Wehrmacht het Rode Leger in de eerste fase van de strijd volledig overliep. Cruciaal was de informatie die Sorge ten tijde van de Slag om Moskou doorspeelde, namelijk dat Japan geen plannen had om Rusland in Siberië aan te vallen alvorens Moskou was gevallen en in Siberië een burgeroorlog zou zijn uitgebroken. Daardoor kon Stalin de troepenmacht van generaal Georgi Zjoekov uit Siberië terugtrekken, met hulp waarvan de Duitse legers bij Moskou werden teruggeslagen. Het was de eerste nederlaag van de Wehrmacht sinds het begin van de oorlog en historici bestempelen dat moment wel als een omkeer in de oorlog en daarmee de wereldgeschiedenis. 
Eind 1941 wist de Japanse geheime dienst berichten van Sorge naar Moskou te onderscheppen en werd hij gearresteerd. In november 1944 werd hij samen met Hotsumi opgehangen in de Sugamo-gevangenis te Tokio. De Sovjet-Unie erkende de diensten van Sorge pas in 1964, in de nadagen van Chroesjtsjovs ‘dooi’, toen hij postuum werd onderscheiden als Held van de Sovjet-Unie. Historici nemen aan dat Stalin altijd afstand heeft genomen van het werk van Sorge omdat zijn foute inschatting van de voorinformatie over Operatie Barbarossa gezien kan worden als een smet op zijn 'oorlogsblazoen'.
Het leven van Sorge werd meermaals verfilmd.